# Willi Geiger (Politiker)

Willi Geiger, 1992

Willi Geiger (* 27. Februar 1924 in Rapperswil SG; † 12. Oktober 1999 in St. Gallen) war ein Schweizer Jurist, Politiker und Hochschulrektor.

## Leben
Als Sohn eines Lokomotivführers besuchte Willi Geiger die Kantonsschule in Schaffhausen und schloss 1942 die Maturität ab. Anschliessend begann er ein Studium der Verwaltungswissenschaften an der Handelshochschule St. Gallen. 1950 promovierte er zum Doktor zum Thema „Die Gemeindeautonomie und ihr Schutz nach schweizerischem Recht. Ein Beitrag zur Lehre von Selbstverwaltung“. Zwei Jahre später wurde Geiger als Privatdozent an der Handelshochschule angestellt, 1953 veröffentlichte er seine Habilitationsschrift „Selbstverwaltung auf sozialem und wirtschaftlichem Gebiet als Rechtsproblem. Allgemeiner Teil“. 1955 berief ihn die Hochschule als ausserordentlicher und 1965 als ordentlicher Professor für öffentliches Recht mit besonderer Berücksichtigung des Staats- und Verwaltungsrechts. Von 1970 bis 1972 war Geiger Rektor der Hochschule St. Gallen.
1972 wurde Geiger für die FDP in den St. Galler Regierungsrat gewählt, wo er dem Baudepartement vorstand. Bis zu seinem Rücktritt 1992 war er drei Mal Landammann (1973–1974, 1980–1981 und 1985–1986).
1961 reiste Geiger im Auftrag der UNO als Rechtsexperte für die Ausarbeitung einer neuen Staatsverfassung in den Kongo. 1964 war er Mitglied der Subkommission Militär in der „Mirage-Angelegenheit“.
Er war langjähriger Präsident des Juristenvereins St. Gallen. Von 1966 bis 1972 war er Vizepräsident des neu gegründeten Verwaltungsgerichts des Kantons St. Gallen. Militärisch hatte er den Grad eines Oberst im Generalstab inne.
Der Nachlass von Willi Geiger befindet sich im Universitätsarchiv St. Gallen.